# عوفنات
العَوفَنات أو العفينيات (الاسم العلمي: Eurotiales)، رتبة من الفطريات الزقية، والمعروفة أيضًا باسم العفن الأخضر والأزرق. حُددت الرتبة في عام 1980.

## التصنيف
حاليًا، تشتمل رتبة العوفنات على 5 فصائل، و28 جنسًا و1280 نوعًا
- فصيلة رشاشيات Link [=زقيات أحادية J. Schröt.]
  - Aspergillago قالب:Au – 1 الأنواع
  - رشاشية قالب:Au – 428 الأنواع
  - Dichlaena قالب:Au – 4 الأنواع
  - Hamigera قالب:Au – 9 الأنواع
  - Leiothecium قالب:Au – 2 الأنواع
  - زقية أحادية قالب:Au – 38 الأنواع
  - Penicilliopsis قالب:Au – 15 الأنواع
  - بنيسيليوم قالب:Au – 467 الأنواع
  - Phialomyces قالب:Au – 5 الأنواع
  - Pseudohamigera قالب:Au – 1 الأنواع
  - Pseudopenicillium قالب:Au – 3 الأنواع
  - Sclerocleista قالب:Au – 2 الأنواع
  - Xerochrysium قالب:Au – 2 الأنواع
  - Xeromyces قالب:Au – 1 الأنواع
- فصيلة Elaphomycetaceae Tul. ex Paol.
  - Elaphomyces قالب:Au – 101 الأنواع
  - Pseudotulostoma قالب:Au – 2 الأنواع
- فصيلة Penicillaginaceae Houbraken, Frisvad & Samson
  - Penicillago قالب:Au – 4 الأنواع
- فصيلة Thermoascaceae Apinis
  - Paecilomyces قالب:Au – 10 الأنواع
  - Thermoascus قالب:Au – 5 الأنواع
- فصيلة Trichocomaceae E. Fisch.
  - Acidotalaromyces قالب:Au – 1 الأنواع
  - Ascospirella قالب:Au – 1 الأنواع
  - Dendrosphaera قالب:Au – 1 الأنواع
  - Evansstolkia قالب:Au – 1 الأنواع
  - Rasamsonia قالب:Au – 11 الأنواع
  - Sagenomella قالب:Au – 8 الأنواع
  - Talaromyces قالب:Au – 149 الأنواع
  - Thermomyces قالب:Au – 6 الأنواع
  - Trichocoma قالب:Au – 2 الأنواع